# KiKA
Kika [ˈkiːkaː] (Eigenschreibweise KiKA, zuvor KI.KA) ist ein öffentlich-rechtlicher Fernsehkanal von ARD und ZDF, der seit 1997 Programm für Kinder und Jugendliche sendet.

## Geschichte und Senderprofil

### Gründung
Mitte der 1990er Jahre war der öffentlich-rechtliche Rundfunk in der Krise. Es gab eine verschärfte Konkurrenzsituation mit dem Privatfernsehen. Dies führte dazu, dass insbesondere Kindersendungen des ARD und ZDF unattraktive Sendeplätze erhielten, um die überwiegend erwachsenen und älteren Zuschauer auf den Sendern zu halten. Oft wurde das Kinderprogramm auf das Dritte Fernsehprogramm gelegt und fand damit nur regional statt. Zudem gab es eine öffentliche Debatte um den Einfluss von Gewalt in den Medien sowie über die Werbeflut im Privatfernsehen und ihre Auswirkungen auf Kinder und Jugendliche. Erste Überlegungen zu einem Kinderfernsehsender gab es bereits 1993, scheiterte jedoch an fehlenden finanziellen Ressourcen. Im Frühjahr 1995 entschieden ARD und ZDF einen gemeinsamen, werbefreien und gebührenfinanzierten Kindersender zu betreiben. Gegründet wurde im Anschluss eine ARD/ZDF-Arbeitsgruppe unter dem Namen „Öffentlich-rechtlicher Kinderkanal“, dem unter anderem Ernst Geyer und Susanne Müller angehörten.
Als Finanzierungsbedarf wurden jeweils 67,2 Millionen DM angesetzt. Am 9. Juni 1995 stimmte der ZDF-Fernsehrat den Plänen unter vier Vorbehalten zu. So sollte gesichert werden, dass für den Kinderkanal zusätzliche Mittel aus den Gebühren bereitgestellt würden, dass die Einrichtung eines öffentlich-rechtlichen Spartenkanals für Kinder tatsächlich rechtlich zulässig sei, dass es trotz Einrichtung des neuen Senders weiterhin ein Programm für Kinder im regulären Programm des ZDFs geben würde, und dass die veranschlagten Kosten erneut geprüft würden. Am 13. und 14. Oktober einigten sich die Ministerpräsidenten der Länder auf die für den Sender notwendige Novellierung des Rundfunkstaatsvertrags. Es folgten weitere Verhandlungen der Rundfunkräte der einzelnen Sender. Im Anschluss stimmte auch die Kommission zur Ermittlung des Finanzbedarfs der Rundfunkanstalten (KEF) den Plänen zu. Auf der ARD-Hauptversammlung wurde am 22./23. April 1996 der MDR als zuständige Landesrundfunkanstalt gewählt. Man entschied sich auch für den 1. Januar 1997 als Starttermin. Als Programmgeschäftsführer wurde Ernst Geyer berufen.
Am 18. November 1996 wurde der Kinderkanal von ARD und ZDF erstmals offiziell vorgestellt. Frank Beckmann wurde erster Programmchef.

### Aufnahme des Sendebetriebs
Unter dem Namen Der Kinderkanal von ARD/ZDF ging der Sender am 1. Januar 1997 auf Sendung. Zu Beginn sendete er elf Stunden am Tag. Privater Konkurrent war der bereits anderthalb Jahre alte Sender Super RTL. Startschwierigkeiten waren neben dem Programmangebot, das sich vor allem aus Archivsendungen speiste, auch der Programmplatz, den sich der Kinderkanal zunächst mit Arte teilen musste.
Seit dem 1. Mai 2000 trägt er den Namen KI.KA, seit 14. Februar 2012 in geänderter Schreibweise KiKA. Der Sender sieht den Namen KiKA nicht als Abkürzung, sondern als Eigennamen. Der Name wird daher ohne Artikel geführt.
Der Kinderkanal, der seinen Sitz im Landesfunkhaus des MDR in Erfurt hat, ist ein Gemeinschaftsprogramm von ARD und ZDF, die je zur Hälfte daran beteiligt sind. Der MDR übernimmt dabei die Federführung ebenso wie die ARD-Koordination. KiKA ist als Spartenprogramm der öffentlich-rechtlichen Rundfunkanstalten werbefrei und bietet ein zielgruppenorientiertes Programm für drei- bis 13-jährige Zuschauer. Trick- und Realprogramme werden neben Serien und Spielfilmen, Magazinen und Informationsprogrammen ausgestrahlt.

### Entwicklungen ab 2003
Am 1. Januar 2003 wurde der Sendeschluss von 19:00 Uhr auf 21:00 Uhr verschoben. Zwischen 21:00 Uhr und 06:00 Uhr wird eine Nachtschleife mit Bernd das Brot (nur über DVB-T2, DVB-S, IPTV und je nach Kabelnetzbetreiber über DVB-C; sonst laufen andere Kanäle, z. B. ZDFneo bei DVB-T) ausgestrahlt. 2009 plante der Sender eine weitere Sendezeitverlängerung bis 23:00 Uhr. Grund war die veränderte Sehdauer bei Kindern. Doch dieses Vorhaben erwies sich als problematisch, da das ZDF sich zurückhielt. Die Verlängerung scheiterte und KiKA sendet nach wie vor bis 21:00 Uhr.
Am 5. Oktober 2009 startete KiKA unter dem Namen KiKANiNCHEN ein eigenes Programm für Vorschulkinder, das täglich vormittags ausgestrahlt wird und mit einer eigenen Webseite und einer App begleitet wird. Maskottchen dieser Sendestrecke ist ein blaues Kaninchen, das die Zuschauer motivieren soll, die Welt zu entdecken.
Am 14. Februar 2012 erhielt KiKA nicht nur ein neues Senderdesign, sondern auch ein neues Senderlogo. Das neue Design und Logo sei „online optimiert“ und wirke „jugendlicher“. Die Website von KiKA, kika.de, hat das Design im Februar ebenfalls umgestellt.
Seit dem 30. April 2012 wird der Sender auch parallel in HD ausgestrahlt.

## Programmentwicklung

### Anfangszeit
In den Anfangsjahren des Senders bestand das Programm hauptsächlich aus Serien und Sendungen, die bereits in den Programmen der ARD und im ZDF zu sehen waren. Auch wurden ganze Sendestrecken gleichzeitig in den Muttersendern und im Kinderkanal ausgestrahlt, beispielsweise das damalige ZDF-Nachmittagsprogramm. Magazinsendungen wie Tabaluga tivi, Löwenzahn und die Sendung mit der Maus wurden neben ihren bisherigen Sendeplätzen zusätzlich bei KiKA ausgestrahlt. Sowohl deutsche als auch internationale Serien befanden sich im Programm von KiKA. Dazu gehörten Zeichentrickklassiker der 1970er- und 1980er-Jahre (etwa Heidi, Die Biene Maja, Wickie oder Nils Holgersson) sowie Realserien (etwa Neues vom Süderhof oder Ocean Girl). Auch Klassiker des Kinderfernsehens wie die Astrid-Lindgren-Verfilmungen oder die Augsburger Puppenkiste hatten ihren regelmäßigen Platz im Programm.
Nach und nach gab es auch immer mehr Erstausstrahlungen verschiedener Sendungen bei KiKA. Dazu gehörten beispielsweise die Serien Schloss Einstein, The Tribe oder die Teletubbies.

### Entwicklung der letzten Jahre

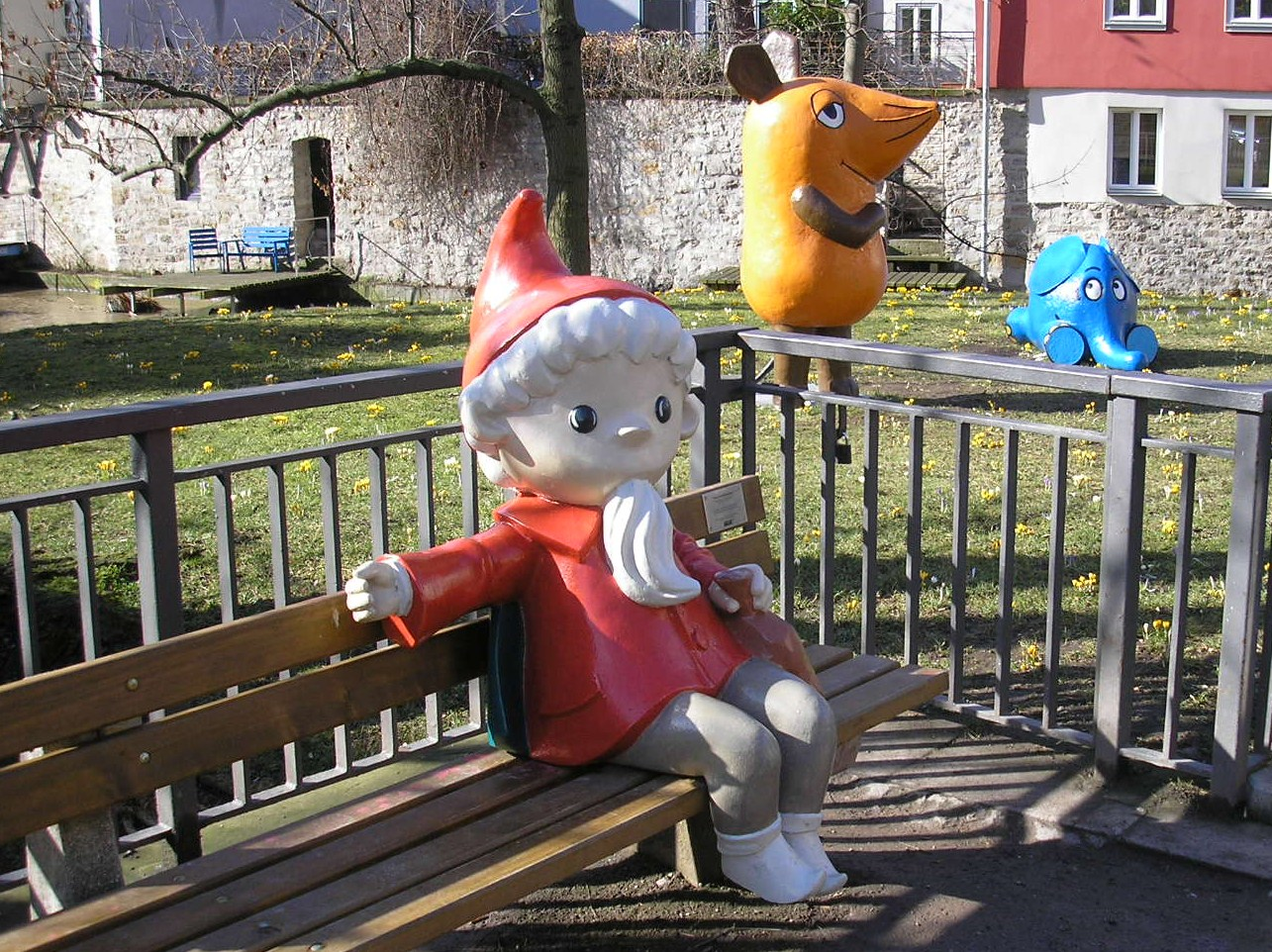
Einige der bekanntesten Figuren des deutschen Kinderfernsehens sind in Erfurt, dem Sitz des KiKA, aufgestellt: vorn das Sandmännchen, dahinter Maus und Elefant aus der Sendung mit der Maus

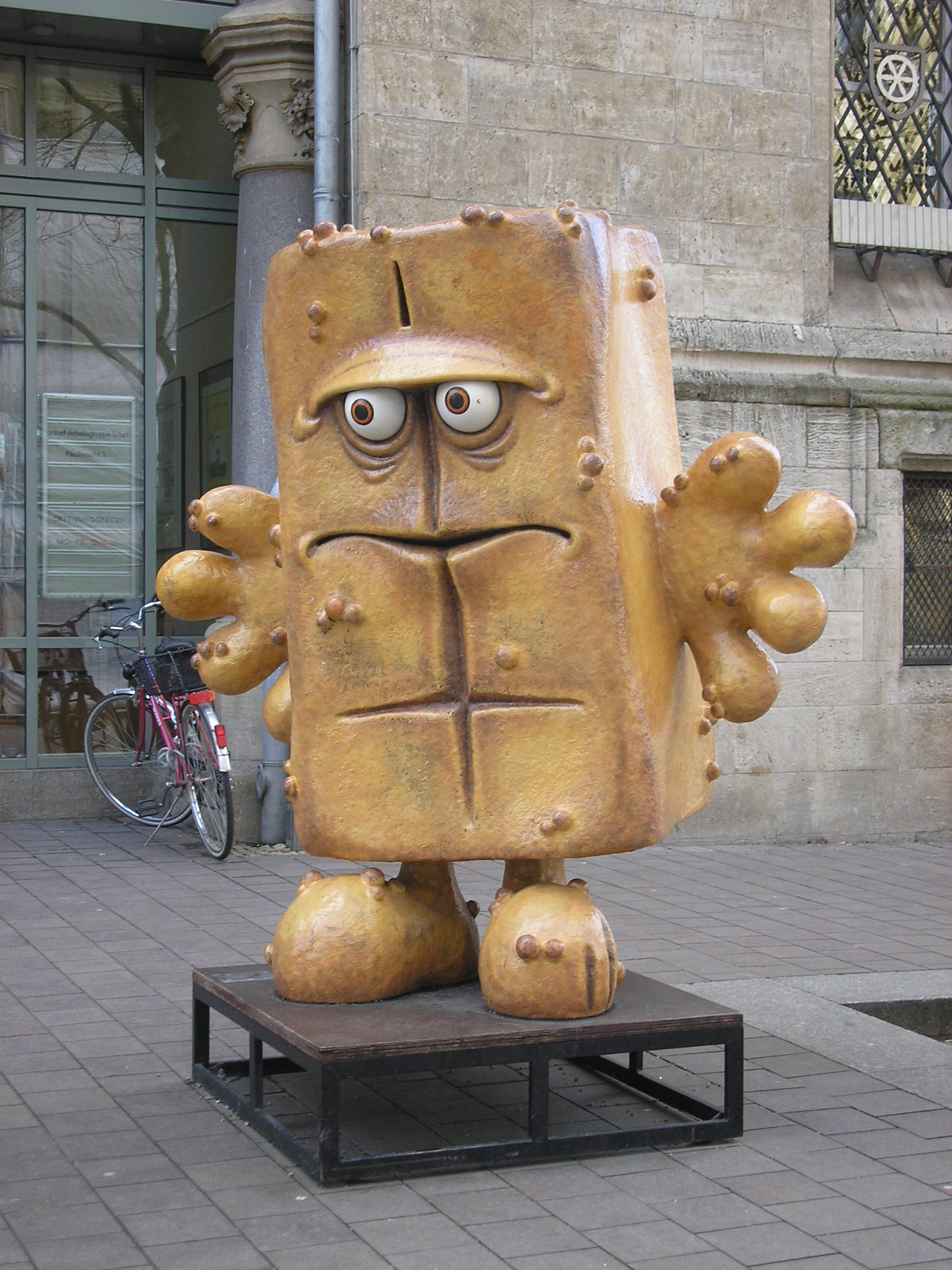
Bernd das Brot als Plastikfigur am Erfurter Fischmarkt

Seit einigen Jahren sind allerdings deutliche Veränderungen des Programms erkennbar. Obwohl es von Anfang an eines der Ziele des Kinderkanals war, sowohl Real- als auch Trickserien zu zeigen, beträgt der Anteil an Trickserien mittlerweile bis zu 85 Prozent des Gesamtprogramms. Die meisten Serien werden nach ihrem Ende wiederholt, teilweise auch mehrmals hintereinander. Viele Serien werden mittlerweile, wie bei einigen Privatsendern, in Doppelfolgen gesendet. Der Unterschied zwischen Werktags- und Wochenendprogramm verschwindet immer mehr, da viele Serien täglich gesendet werden. Manche Serien wie Hier ist Ian, Pet Alien oder Au Schwarte! sind so fast ständig im Programm.
Die Augsburger Puppenkiste, die lange Zeit ihren festen Programmplatz am Samstag- und Sonntagmorgen hatte, war seit Anfang 2004 vier Jahre lang nicht mehr bei KiKA zu sehen, kehrte aber im April 2008 wieder ins Programm zurück. Doch die meisten älteren Serien, die zwischen 1997 und 2004 noch regelmäßig wiederholt wurden, werden mittlerweile nicht mehr ausgestrahlt. Teilweise liegt es daran, dass ARD oder ZDF nicht mehr im Besitz der entsprechenden Ausstrahlungsrechte sind (etwa bei Ocean Girl, The Tribe oder Spellbinder – Gefangen in der Vergangenheit). Viele Serien, vor allem ältere, sind aber trotz nach wie vor vorhandener Rechte nur im ZDF oder den Dritten Programmen zu sehen (etwa Pippi Langstrumpf, Es war einmal …, Pan Tau).
Neben zahlreichen Zeichentrickserien ist die Soapserie Schloss Einstein aktuell fast die einzige fiktionale Realserie im Tagesprogramm von KiKA. Daneben wird eine weitere Realserie am Nachmittag gezeigt sowie eine Realserie im Abendprogramm ausgestrahlt. Zwei Kinderrealfilme (freitags und sonntags) laufen weiterhin bei KiKA, doch auch zu diesem Ausstrahlungszeitpunkt werden häufiger Zeichentrickfilme gezeigt.
„Mit ‚Schloss Einstein‘ hat KiKA gegen die Aneinanderreihung von Trickserien einen Trend gesetzt, dem die kommerziellen Sender jetzt folgen. Das öffentlich-rechtliche Kinderfernsehen zwingt unsere Konkurrenten mit unserem Markterfolg zu mehr Vielfalt und damit zu mehr Qualität“, bilanzierte der Geschäftsführer Frank Beckmann zum Jahresende 2007 gegenüber der Presse.

### Mediathek KiKA+
Seit dem 1. Juli 2010 um 10:00 Uhr war die KiKA-eigene Mediathek mit dem Namen KiKA+ im Internet aufrufbar. Hiermit konnten die Zuschauer ausgewählte Sendungen aus dem KiKA-Programm finden und diese noch einmal anschauen sowie den Livestream von KiKA abrufen. Die Mediathek war gegliedert in die drei Alterskategorien von KiKA: ab drei Jahre, ab sechs Jahre und ab zehn Jahre. Der Rundfunkrat des Mitteldeutschen Rundfunks hatte diesem neuen Angebot Mitte April 2010 im Rahmen des Drei-Stufen-Tests zugestimmt. Im Zuge des Designwechsels von KiKA wurde auch die Mediathek umgestellt. Durch den Wechsel wurde die Bedienbarkeit der Mediathek verbessert. Durch die Überarbeitung der KiKA-Website und die Anpassung an die aktuellen multimedialen Entwicklungen ist am 12. November 2014 die gesonderte Mediathek KiKA+ weggefallen. Bereits gezeigte Sendungen, exklusive Onlinevideos und der KiKA-Livestream sind jetzt direkt auf kika.de zu finden. Ziel ist es, TV-Inhalte und Online-Seiten enger miteinander zu verzahnen.

### Vergleich mit Privatfernsehen
In privaten Konkurrenzprogrammen fand eine ähnliche Entwicklung bereits viele Jahre früher statt. So zeigte Super RTL bereits von Anfang an fast ausschließlich Zeichentrickserien, während es bei RTL II samstags einen Kinderfilm gab und Nickelodeon bereits nachmittags Realserien wie beispielsweise Clarissa zeigte. Die Kinderfilme sind aus dem Programm von Super RTL und Nickelodeon fast gänzlich verschwunden. Lediglich am Wochenende werden sowohl bei Super RTL, Nickelodeon, als auch im inzwischen frei empfangbaren Disney Channel Filme gezeigt, meist allerdings als Wiederholung der Abendausstrahlung (bei Nickelodeon wird am Sonntag der Film vom Tag zuvor wiederholt). Im Gegensatz zu Super RTL und Nickelodeon sendet KiKA 63 Prozent in Europa produzierte Inhalte, davon sind 49 Prozent in Deutschland und 14 Prozent im Ausland produziert worden. KiKA produzierte 2008 54 Prozent seiner Inhalte selbst und kaufte 46 Prozent ein. Super RTL kaufte im Jahre 2008 hingegen 91 Prozent ein und produzierte neun Prozent selbst.

## Regelmäßige Sendungen (Auswahl)

### Aktuell

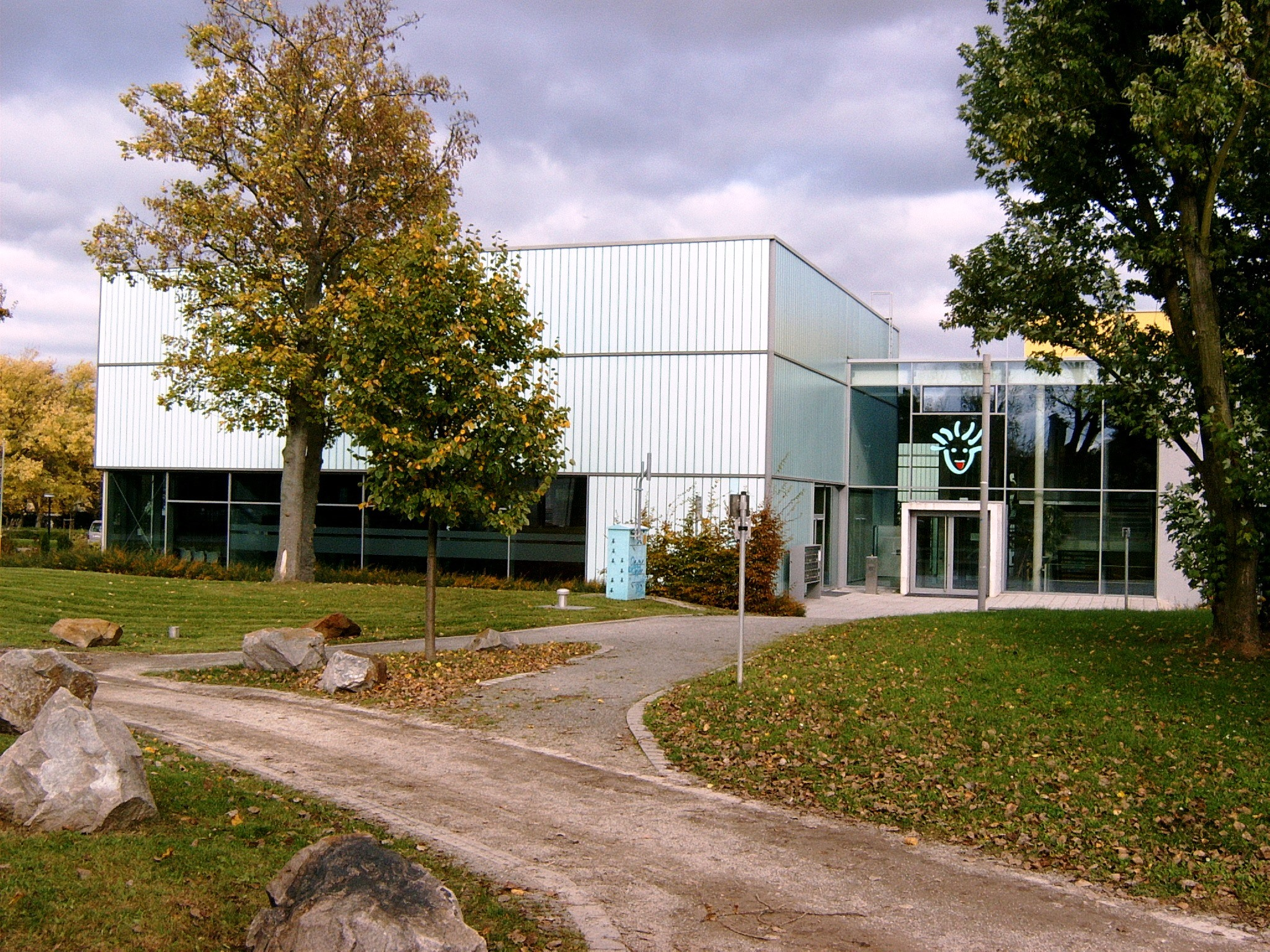
STUDIOPARK KinderMedienZentrum, ein Drehort der Serie Schloss Einstein

- Die Pfefferkörner: Kinderdetektivserie mit bisher 247 Folgen in 19 Staffeln (1999 bis 2023).
- Tiere bis unters Dach: Tierarztserie mit bisher 130 Folgen in zehn Staffeln (2010 bis 2024).
- KiKA LIVE: zehnminütige Magazinsendung, montags bis donnerstags und samstags um 20:00 Uhr, in der Lifestyle-Themen von Kindern behandelt werden. Die Sendung wird aktuell (seit 2022) von Ben und Sarah Parvanta moderiert.
- Die beste Klasse Deutschlands: Seit 2008 ermitteln 6. und 7. Klassen die beste Klasse Deutschlands. Im viele Jahre von Malte Arkona moderierten Quiz geht es um Fragen aus allen Wissensgebieten. Seit 2021 moderieren Clarissa Corrêa da Silva und Tobias Krell. Nach mehreren Wochenduellen kommt es am Ende zum Superfinale. Die Gewinnerklasse darf eine Reise ins Ausland antreten.
- 1, 2 oder 3: Spielshow für drei Kindermannschaften aus drei Ländern. Startete 1977 im ZDF. Derzeitiger Moderator ist Elton.
- Kummerkasten: Wöchentliche Beratungssendung, zu wechselnden Themen wie „Wie geht der erste Kuss?“, „Schlechte Noten“, „Verliebt in den besten Freund der Freundin“, „Mobbing“, „Rauchen“ oder „Liebeskummer“ werden Zuschauerfragen geklärt und Tipps gegeben.
- logo! ist eine Nachrichtensendung speziell für Kinder, die täglich einmal live gesendet wird.
- Lollywood: Unter diesem Sammeltitel laufen bei KiKA freitags von 19:30 Uhr bis 21:00 Uhr Spielfilme.
- Samstagskino: Unter diesem Sammelbegriff werden samstags um 13:35 Spielfilme gezeigt.
- Sonntagsmärchen: Sonntags um 12:00 Uhr werden sowohl bekannte als auch unbekannte Märchenfilme gezeigt.
- Siebenstein: Geschichten aus einem Trödlerladen um Frau Siebenstein, den Raben Rudi und den Koffer.
- Löwenzahn: Wissensserie mit Guido Hammesfahr (bis 2005 mit Peter Lustig).
- Schau in meine Welt!: Nachfolgesendung von Fortsetzung folgt; die Dokureihe zeigt Geschichten von Kindern in der Welt.
- Schloss Einstein: Tägliche Seifenoper über das Leben in einem Internat. Die Serie läuft seit 1998 mit bisher (Mai 2025) 1104 Folgen in 28 Staffeln. Nach 480 Folgen im fiktiven Ort Seelitz, spielen die Folgen seit Folge 481 (2008) in Erfurt.
- Die Sendung mit der Maus wird sonntags um 11:30 Uhr gezeigt.
- KiKA Baumhaus: Aus dem Baumhaus direkt vor dem Sandmännchen, moderiert von Singa Gätgens oder Juri Tetzlaff.
- Unser Sandmännchen: Täglicher Abendgruß um 18:50 Uhr, in der eine lehrreiche oder lustige Drei-Minuten-Geschichte gezeigt wird.
- Wissen macht Ah! ist ein seit 2001 produziertes wöchentliches Wissensmagazin mit Shary Reeves, Ralph Caspers, Clarissa Corrêa da Silva und Tarkan Bagci, in der fünf Themen anhand von Filmausschnitten und Experimenten erklärt werden.
- Zeichentrickfilm-Klassiker: Im Vorabendprogramm zeigt KiKA regelmäßig Zeichentrickfilmserien der 70er und 80er Jahre, wie z. B. Wickie und die starken Männer oder Pinocchio, aber auch aktuelle Serien, wie SimsalaGrimm, Oiski! Poiski! – Neues von Noahs Insel, Der kleine Bär, Der kleine Eisbär, Yakari, Die Biene Maja, Wickie und die starken Männer, Heidi und Nils Holgersson.
- Checker Can, Checker Tobi, Checker Julian und Checkerin Marina: Seit 2011 läuft die Entdeckershow für Grundschulkinder regelmäßig bei KiKA. In jeder Folge geht es um ein bestimmtes Thema. Einer der Checker, Can Mansuroglu, Tobias Krell, Julian Janssen oder Marina Blanke, stellt dazu Fragen und versucht diese in der Sendung zu beantworten. Seit 2014 gibt es zudem den Ableger CheXperiment, in dem Krell sich einer Herausforderung stellt und seit 2020 CheXpedition, in der sich Janssen auf Reise durch Deutschland begibt.
- Anna und die wilden Tiere, Pia und die wilden Tiere und Nina und die wilden Tiere: Wildlife-Reportagen für Kinder. Für die einzelnen Folgen ist eine der Reporterinnen – Annika Preil, Pia Amofa-Antwi oder Nina Ploghaus – in der ganzen Welt unterwegs, auf der Suche nach wilden Tieren in ihrer natürlichen Umgebung. Ihre Vorgänger waren Felix Heidinger und Grit Paulussen. Seit 2014 gibt es weitere Ableger des Formats wie Anna und die Haustiere oder Pia und die wilde Natur.
- Beutolomäus: Seit 1997. Er ist der einzig wahre Sack des Weihnachtsmanns und läuft immer zur Weihnachtszeit.
- Team Timster ist ein 2015 unter dem Namen Timster gestartetes wöchentlich produziertes Medienmagazin für Grundschüler mit Tim Gailus und seit 2021 auch Soraya Jamal. In jeder Folge geht es um mediale Themen wie Netzkultur, Kinofilme, Kinder- und Jugendliteratur, Videospiele und Medienberufe.

### Ehemalig
- Rocket Power: Wurde von 2002 bis 2005 auf KiKA ausgestrahlt. Als Nickelodeon (damals Nick) 2005 wieder auf Sendung ging übernahmen sie die Sendung. KiKA kaufte diese Serie ein. Dies war keine Eigenproduktion von KiKA, sondern von Nickelodeon.
- Tabaluga tivi: Spielshow und Magazin mit Tom Lehel als Studiomoderator und Simone Reuthal als Außenreporterin. Die Sendung lief von 1997 bis 2011 in ZDFtivi und bei KiKA.
- Wenn. Dann. Die … Show! war die größte Eigenproduktion des Kinderkanals und wurde von Wolfgang Lippert und den Außenreportern Juri Tetzlaff, Singa Gätgens, Franziska Rubin und Karsten Blumenthal moderiert. Die Spielshow lief samstagnachmittags in den Jahren 1998 und 1999.
- Pumuckl TV, später Kobold TV war eine Fernsehsendung des BR, die zuletzt von Singa Gätgens und Christian Polito moderiert wurde. In der Fernsehsendung gab es Cool oder Crash sowie auch eine Folge Pumuckl und eine Zeichentrickserie.
- In Aktion Schulstreich wurden Klassenräume renoviert. Die Sendung begann 2007 und wurde im selben Jahr eingestellt.
- Auweia war eine Versteckte-Kamera-Variante für Kinder, die von Juri Tetzlaff, Tina Gölker und Cedric Fingler moderiert worden ist. Die Sendung lief von 1998 bis 1999 in ZDFtivi und bei KiKA.
- DR. MAG Love war der Vorgänger vom Kummerkasten. Die Sendung wurde von Béatrice Jean-Philippe moderiert.
- Fortsetzung folgt: Dokumentationen für Kinder, aufgeteilt in die drei Bereiche Tiere (z. B. „Störchin Prinzessin“), Menschen (z. B. „Zurück ins Leben: Vincent hat Krebs“) und Abenteuer (z. B. „Eis am Äquator“). Die Sendung wurde von 2002 bis 2012 ausgestrahlt. Bis 2011 gab es zudem ein Magazin, in dem die Geschichten in mehreren Episoden erzählt wurden.
- Fun Factory war eine kreative Show für Kinder, die von 2004 bis 2006 bei KiKA und im ZDF zu sehen war. Moderiert wurde die Sendung von Nela Lee und Sebastian Höffner.
- Limit war das Sportmagazin bei KiKA, das über Sportthemen berichtete und sie erklärte. Sven Voss war der Moderator. Die Sendung lief von 2005 bis 2006 bei KiKA.
- quergelesen war ein Magazin, in dem Bücher vorgestellt wurden. Das Magazin wurde von Marc Langebeck moderiert. Im Juni 2015 wurde quergelesen eingestellt.
- The Tribe: Neuseeländische Science-Fiction-Serie über eine Zukunft, in der alle Erwachsenen durch ein Virus gestorben sind und die Kinder um ihr Überleben kämpfen müssen. Bisher fünf Staffeln mit 260 Folgen. Läuft derzeit nicht bei KiKA und wird wegen fehlender Rechte auch nicht mehr ausgestrahlt werden.
- Die Verwandlungsmaschine: Polnische Fantasyserie über eine magische Gitterkugel, welche Gegenstände und Menschen verwandelt. Diese Serie lief von 1998 bis 2001 im KiKA und wurde im Jahr 2000 ebenso im Tigerenten Club gezeigt.
- Unsere Zehn Gebote war eine zehnteilige Serie aus dem Jahr 2006 mit den Zehn Geboten der Bibel als zentrales Thema.
- Abenteuer Action! war eine fünfteilige Sportshow im Jahr 2007. Moderiert wurde die Sportshow von Simone Reuthal, Marco Bode (Coach) und Norbert König.
- Weihnachtsboxx war eine Show, die an den Adventsonntagen ausgestrahlt worden ist. Moderiert wurde die Sendung von Singa Gätgens und Juri Tetzlaff.
- Gimme 5 war eine Sendung, die von 2002 bis 2004 ausgestrahlt worden ist. Moderiert wurde diese Sendung aus dem KiKA-Studio meistens von Pamela Großer, Shary Reeves, Pia Ampaw, Juri Tetzlaff und Kim Adler.
- Aktiv Boxx war die Vorgängersendung von Kikania, die von 1997 bis 2001 montags bis freitags um 16 Uhr ausgestrahlt worden ist. Die Sendung hatte eine Länge von zehn Minuten und wurde von Singa Gätgens, Juri Tetzlaff, Franziska Rubin, Angela Fuhrtkamp, Andree Pfitzner und Karsten Blumenthal moderiert.
- Beutolomäus’ Adventsklatsch war eine Weihnachtssendung, die im Jahr 2001 immer am Sonntagnachmittag im Kinderkanal ausgestrahlt worden ist. Moderiert wurde die Sendung von Beutolomäus Sack und den KiKA-Moderatoren Singa Gätgens, Juri Tetzlaff, Angela Fuhrtkamp, Karsten Blumenthal und Andree Pfitzner.
- Beutolomäus’ Adventskalender gab es im Jahr 2003 und wurde von Pia Ampaw und Singa Gätgens moderiert.
- Quiz Express war eine Quizshow, in der zwei Teams gegeneinander in einer Achterbahn spielen. Der Moderator Moritz Küffner stellte die Fragen während der Fahrt.
- Krimi.de: Nach dem Start der Reihe Krimi.de im Jahr 2005 mit Folgen aus Leipzig gingen im Oktober 2007 drei weitere Teams mit Premieren an den Start. Die Städte Jena (MDR), Erfurt (KiKA), Hamburg (NDR), Stuttgart (SWR) und ab 2010 auch Frankfurt (hr) sind die Schauplätze der 45-minütigen Krimi.de-Filme. Bis 2013 wurden 32 Fälle gelöst.
- Du bist kein Werwolf – Über Leben in der Pubertät: Kindgerechte Aufklärung seit 2011 in bisher 26 Folgen mit Christine Henning und Ralph Caspers.
- Willi wills wissen: Reportagen für Kinder. Moderator Helmar Willi Weitzel besucht verschiedene Schauplätze und begleitet interessante Menschen, wie zum Beispiel einen Stuntman, Tierarzt oder Feuerwehrmann bei ihrer täglichen Arbeit. Auch Tabuthemen wie Krankheit, Tod oder soziales Abseits werden Kindern erklärt. Willi wills wissen lief 2002–2010 mit insgesamt 174 Folgen im Bayerischen Fernsehen. Eine Art Kurzform der Sendung Gute Frage, nächste Frage behandelt Einsendungen der Zuschauer in einer Zusammenfassung. Bei Willi wills wissen von A-Z werden anhand von Buchstaben des Alphabets Ausschnitte der Reihe gezeigt.

→ siehe auch: Liste der KiKA-Sendungen

## Auszeichnungen
- Adolf-Grimme-Preis 2004 für Tommy Krappweis (für die Erfindung der KiKA-Figur Bernd das Brot)
- Emil-Preise für die Sendungen Koch-Charts, Krimi.de: Abgezogen, Trickboxx, Hodder rettet die Welt und Pocoyo
- Robert-Geisendörfer-Preis für die KiKA-Figur Beutolomäus
- Gütesiegel des Erfurter Netcodes 2005 und 2007 für www.kika.de
- Bremer Kinder-Oskar für das Jahr 2007
- Goldener Spatz 2007 für die Sendung Krimi.de – Bunte Bonbons
- Goldener Spatz 2008 für die Sendung Krimi.de – Flinke Finger
- Goldener Spatz 2009 für die Sendung Krimi.de – Chatgeflüster
- Goldener Spatz 2009 für www.kika.de, das Internetangebot des KiKA
- Goldener Spatz 2010 für die Serie Schloss Einstein[22]
- Goldener Spatz 2010 für die Doku-Soap Die Jungs-WG
- Medienpreis der Kindernothilfe-Stiftung für Stark! Lisandro arbeitet 2, vom 18. September 2005, Regisseur Manuel Fenn[23]
- Journalistenpreis »Zukunft für Kinder« (World Vision Deutschland) für Stark! Lisandro arbeitet 2, vom 18. September 2005, Regisseur Manuel Fenn[23]
- Robert-Geisendörfer-Preis 2010 für die Sendung Krimi.de – rECHTE FREUNDE
- Goldener Spatz 2012 für die Vorschulreihe Ene Mene Bu
- Gütesiegel des Erfurter Netcodes 2012 für die Mediathek KiKA+
- Sonderpreis der Jury, ausgelobt von Radio Bremen und der Bremischen Landesmedienanstalt für crossmediale Programminformationen und ausgezeichnetes Zusammenspiel von TV und Internet 2013 für dasbloghaus.tv
- EMIL „Preis für gutes Kinderfernsehen“ 2013 für KRIMI.DE/ERFURT/MISSBRAUCHT, das Vorschulmagazin Ich kenne ein Tier und die Dokumentation Lilli: Opa hat Alzheimer
- EMIL „Beste Internetseite für Kinder“ 2013 für das Internetangebot www.kika.de
- Medienpreis der Deutschen Polizeigewerkschaft 2013 für das Team der Leipziger Folgen der Reihe KRIMI.DE
- Goldener Spatz „Bestes Unterhaltungsprogramm“ 2013 für die Spielshow KIKA LIVE Party Check
- Internationalen Preis Rockie Award „Bestes nonfiktionales Kinderprogramm“ 2013 für ERDE AN ZUKUNFT
- Medienpreis der Kindernothilfe „Kinderrechte in der Einen Welt“ 2013 für KRIMI.DE/ERFURT/MISSBRAUCHT
- didacta „Bildungsbotschafter“ 2015
- GIGA-Maus 2016 in der Kategorie „Familie. Das beste Programm zum Nachschlagen“ für den Internetauftritt www.kika.de
- Grimme-Preis 2016 für Ene Mene Bu – und dran bist du
- Klicksafe-Preis 2017 für „Timster“
- Goldener Kompass 2017 für die vierteilige Serie Schnitzeljagd – mit Christus um die Welt
- Seitenstark-Gütesiegel Digitale Kindermedien 2022 für kika.de, Auszeichnung von Seitenstark e. V. und Bundesministerium für Familie, Senioren, Frauen und Jugend[24]

## Moderatoren

### Derzeitige Moderatoren
| Moderator                | beim KiKA | Sendung(en)                                                                        |
| ------------------------ | --------- | ---------------------------------------------------------------------------------- |
| Singa Gätgens            | seit 1997 | Singalarm, Tanzalarm, KiKA Baumhaus                                                |
| Juri Tetzlaff            | seit 1997 | KiKA Baumhaus                                                                      |
| Alex Huth                | seit 2007 | Tanzalarm                                                                          |
| Ben                      | seit 2009 | KiKA LIVE, Schnitzeljagd, KiKA Award                                               |
| Christian Bahrmann       | seit 2009 | KiKANiNCHEN                                                                        |
| Jessica Schöne           | seit 2010 | Secrets of Schloss Einstein, Earthgame                                             |
| Julia Becker             | seit 2012 | KiKANiNCHEN                                                                        |
| Tobi Krell               | seit 2013 | Checker Tobi, CheXperiment, Die beste Klasse Deutschlands                          |
| Stefanie Bock            | seit 2014 | KiKANiNCHEN                                                                        |
| Tim Gailus               | seit 2015 | Team Timster                                                                       |
| Clarissa Corrêa da Silva | seit 2016 | Wissen macht Ah!, Die Sendung mit der Maus, Triff …, Die beste Klasse Deutschlands |
| Simon Schneider          | seit 2016 | Kummerkasten                                                                       |
| Elisabeth Möckel         | seit 2020 | Zeig mir Feiertage                                                                 |
| Soraya Jamal             | seit 2021 | Team Timster, Zeig mir Feiertage, Kummerkasten                                     |
| Sarah Parvanta           | seit 2022 | KiKA LIVE                                                                          |

### Ehemalige Moderatoren
| Moderator               | beim KiKA | Sendung(en)                                                                                |
| ----------------------- | --------- | ------------------------------------------------------------------------------------------ |
| Franziska Rubin         | 1997–1999 | Aktiv Boxx, Spiel Boxx, Verabschiedung, Expo Boxx, Weihnachtsboxx, Wenn. Dann. Die … Show! |
| Wolfgang Lippert        | 1998–1999 | Wenn. Dann. Die … Show!                                                                    |
| Andree Pfitzner         | 1998–2002 | Kikania, TKKG – Der Club der Detektive, Aktiv Boxx, Weihnachtsboxx, Trickboxx              |
| Angela Furtkamp         | 2000–2003 | Aktiv Boxx, Kikania, Weihnachtsboxx, TKKG – Der Club der Detektive                         |
| Karsten Blumenthal      | 1997–2004 | KiKA LIVE, Reläxx, Kikania, Weihnachtsboxx, Wenn. Dann. Die … Show!, Aktiv Boxx            |
| Pia Ampaw               | 2003–2005 | Kikania, KiKA LIVE, Weihnachtsboxx, Spiel Boxx                                             |
| Dennis Wilms            | 2004–2006 | Wir testen die Besten                                                                      |
| Lukas Koch              | 2002–2009 | KiKA LIVE, Fortsetzung folgt, Spiel Boxx, Kikania, Platz für Helden                        |
| Tanja Mairhofer         | 2005–2009 | KiKA LIVE, Die Sendung mit dem Elefanten                                                   |
| Stephanie Müller-Spirra | 2005–2013 | KI.KA Kummerkasten, Kailerei                                                               |
| Marc Langebeck          | 2002–2015 | Reläxx, quergelesen                                                                        |
| David Friedrich         | 2017–2018 | Kummerkasten                                                                               |
| Malte Arkona            | 2009–2020 | Die beste Klasse Deutschlands                                                              |
| Felix Seibert-Daiker    | 2012–2020 | Erde an Zukunft                                                                            |
| Matondo Castlo          | 2021–2022 | KiKA Baumhaus                                                                              |

## Sommertour

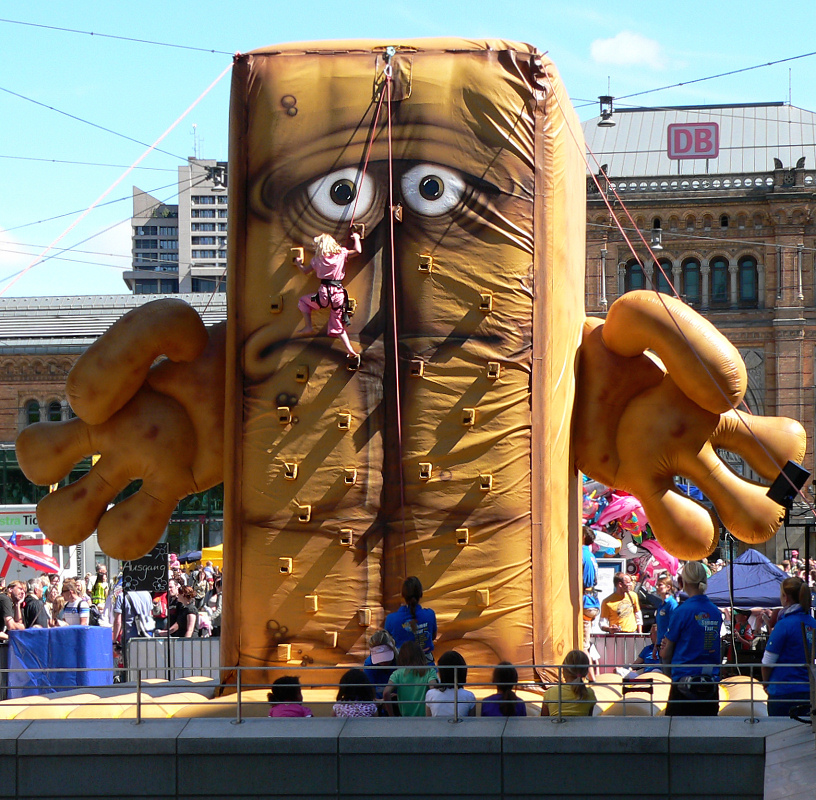
Bernd das Brot als Kletterwand bei der Sommertour 2010 in Hannover

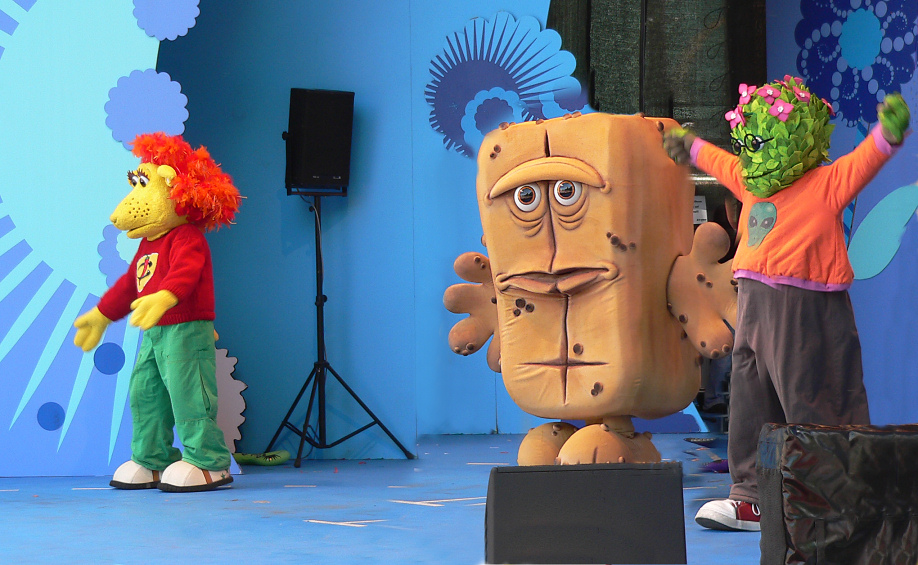
Sommertour 2010 mit Auftritt von Chili dem Schaf, Bernd das Brot und Briegel dem Busch

Von 2004 bis 2010 veranstaltete der KiKA jährlich eine Sommertour und besuchte viele deutsche Städte. Hier konnten die Zuschauer bei freiem Eintritt Moderatoren und Figuren des Programms treffen und sich an verschiedenen Aktionen beteiligen. Im Jahr 2012 gab es anlässlich des 15-jährigen Geburtstags ein Party-Wochenende in Erfurt mit prominenten Gästen. 2013 fand ein Sommerfest in Erfurt statt. Der Ablauf lehnte sich an die ehemalige Tour an.

### Moderatoren der KiKA Sommertour
- 2004: Juri Tetzlaff, Singa Gätgens, Pia Ampaw, Lukas Koch und Karsten Blumenthal
- 2005: Juri Tetzlaff, Singa Gätgens und Lukas Koch
- 2006: Juri Tetzlaff, Singa Gätgens und Lukas Koch
- 2007: Juri Tetzlaff, Singa Gätgens und Lukas Koch (kika.de-Show moderiert von Tanja Mairhofer und Stephie Müller-Spirra)
- 2008: Juri Tetzlaff, Singa Gätgens und Adrian Frontzek (kika.de-Show moderiert von Stephie Müller-Spirra)
- 2009: Juri Tetzlaff und Singa Gätgens (vertretungsweise Ben, kika.de-Show moderiert von Chris & Kudi)
- 2010: Juri Tetzlaff, Singa Gätgens, Jessica Lange, Ben und Christian Bahrmann (KI.KA SommerTour 2010 – Das Spiel moderiert von Alex Huth)
- 2012: Juri Tetzlaff, Singa Gätgens, Jessica Lange und Ben (Party-Wochenende zum 15-jährigen Sendejubiläum)
- 2013: Singa Gätgens, André Gatzke und Juri Tetzlaff (Sommerfest)[25]

## Empfang
Der KiKA kann über verschiedene Übertragungswege empfangen werden.
- DVB-T2 (Digitales Antennenfernsehen)
- DVB-C (Digitales Kabelnetz)
- DVB-S (Digitales Satellitenfernsehen)
- DVB-S2 (Digitales Satellitenfernsehen)
- IPTV Das Programm wird über die Plattform Telekom Entertain von T-Home, bei Alice und als Livestream über das Internet verbreitet.

## Marktanteile
| Jahr         | ab 3 Jahre | 3–13 Jahre |
| ------------ | ---------- | ---------- |
| 1997         | 00,6 %     | k. A.      |
| 1998         | 00,9 %     | k. A.      |
| 1999         | 01,3 %     | k. A.      |
| 2000         | 01,2 %     | k. A.      |
| 2001         | 01,2 %     | k. A.      |
| 2002         | 01,1 %     | k. A.      |
| 2003         | 01,2 %     | 12,1 %     |
| 2004         | 01,2 %     | 12,2 %     |
| 2005         | 01,2 %     | 15,6 %     |
| 2006         | 01,1 %     | 15,5 %     |
| 2007         | 01,2 %     | 17,4 %     |
| 2008         | 01,3 %     | 19,5 %     |
| 2009         | 01,4 %     | 19,7 %     |
| 2010         | 01,4 %     | 20,0 %     |
| 2011         | 01,3 %     | 19,9 %     |
| 2012         | 01,3 %     | 21,8 %     |
| 2013         | 01,2 %     | 20,1 %     |
| 2014         | 01,2 %     | 19,7 %     |
| 2015         | 01,1 %     | 20,1 %     |
| 2016         | 01,1 %     | 19,7 %     |
| 2017         | 01,1 %     | 19,2 %     |
| 2018         | 00,9 %     | 17,7 %     |
| 2019         | 00,9 %     | 17,7 %     |
| 2020         | 00,8 %     | 16,8 %     |
| 2021         | 00,7 %     | 17,2 %     |
| 2022         | 00,6 %     | 15,9 %     |
| 2023         | 00,6 %     | 15,0 %     |
| 2024         | 00,5 %     | 13,9 %     |
| Durchschnitt | ≈01,1 %    | ≈017,6 %   |

### 3–13 Jahre
Seit 2003 veröffentlicht KiKA jährlich einen Marktanteil in der Zielgruppe der Drei- bis 13-Jährigen. Man lag seit Sendebeginn durchweg auf Platz zwei hinter Super RTL. 2015 erreichte KiKA erstmals die Spitze mit 20,1 Prozent Marktanteil vor Super RTL mit 19,3 %. Betrachtet wird hierbei lediglich der Zeitraum von 6:00 bis 20:15 Uhr.

### Ab drei Jahren
Seit 1997 veröffentlicht KiKA seine jährlichen Quoten. Nach dem Konkurrenten Super RTL (1,2 %) und Disney Channel (0,7 %) belegte KiKA 2022 Platz drei der freiempfangbaren Kinderfernsehsender in Deutschland. 2022 hatte KiKA einen Marktanteil von 0,6 Prozent.

## Rezeption

### Qualität
In einem Interview mit der Frankfurter Rundschau im Jahr 2009 bezeichnete der Erfinder der Sendung mit der Maus, Armin Maiwald, das Programm des Kinderkanals als: „…nur schrill und schreiend bunt […] Heute werden Millionen für Sportrechte rausgeballert, aber im Kinderprogramm muss gespart werden […] Der Kinderkanal diene ohnehin nur als Alibi für ARD und ZDF, um in ihrem Hauptprogramm kein Kinderprogramm mehr zeigen zu müssen.“ Auf die Frage, ob es gut sei, dass Kinder im Alter von elf bis dreizehn täglich im Schnitt etwa 100 Minuten fernsehen, antwortete er: „Natürlich nicht. Es stimmt, dass es damals Kritik gehagelt hat, als wir angefangen haben, Fernsehen für Kinder zu machen. Wie konnten wir nur! Alle, die uns heute loben […], die hätten uns damals am liebsten auf den Mond geschossen. Heute ist die Entwicklung aber eine andere. Das Problem ist nicht das Kinderfernsehen, es nützt ja nichts, die Kinder von etwas fernzuhalten, das die Erwachsenen die ganze Zeit tun. Das Problem ist die Qualität des Kinderfernsehens. Wenn sie sich auf solche Läden wie RTL II einlassen, wo ein Schundprogramm läuft, dann können Samson und die Maus nichts dafür. […] Ich halte das für eine schlechte Entwicklung, dass die ARD sich immer mehr aus dem Kinderprogramm zurückzieht und diesen Läden das Kinderfernsehen überlässt. Vor Jahren noch gab es etwa im WDR eine lange Strecke für Kinderprogramm, die ist weg, alles abgebaut zugunsten von irgendwelchen Talkshows oder sonstigem Kram. Seit 20 Jahren herrschen nur noch Quotendruck und Kommerz.“ Auf die Kritik von Armin Maiwald zum Inhalt des Programms erklärte ARD-Koordinator Gerhard Fuchs vom BR: „Die Programmangebote haben sich der Zeit angepasst. Früher haben die Kinder mit der Modelleisenbahn gespielt […] Heute verbringen sie ihre Zeit auch am Computer, der Spielekonsole – und eben auch am Fernseher.“ Er gab weiterhin indirekt zu, dass heute mehr auf Quantität als auf Qualität im Kinderfernsehen gesetzt werde. In einer Ausgabe von Fernsehkritik-TV wird unter anderem kritisiert, dass man die Kinder „verdumme“, indem man sie Doku-Soaps gnadenlos aussetzte: „Ist dies mit dem öffentlich-rechtlichen Bildungsauftrag vereinbar?“

### Betrugsvorwürfe
Am 7. Dezember 2010 teilte der KiKA mit, dass ein Mitarbeiter aufgrund des Verdachts auf Untreue und Betrug suspendiert wurde. Dem Herstellungsleiter wurde vorgeworfen, er habe seit 2005 erfundene Dienstleistungen im Wert von fünf Millionen Euro mit 72 Rechnungen bezahlen lassen. Die Rechnungsbeträge sollen teilweise in die eigene Tasche geflossen sein. Bereits vor 2005 soll durch den mittlerweile gekündigten Mitarbeiter ein ähnlicher Betrug stattgefunden haben, der jedoch bereits verjährt ist. Der geschätzte Schaden soll sich laut Medienberichten auf insgesamt sieben Millionen Euro belaufen. Die Vorwürfe über den betroffenen Mitarbeiter sollen bereits seit 2009 dem MDR anhand Informationen aus dem Tätigkeitsbericht 2009 des MDR-Anti-Korruptions-Beauftragten bekannt gewesen sein. Auch hatte das ZDF den federführenden MDR frühzeitig gewarnt. Der Bericht der gemeinsamen Revision von MDR und ZDF belastet vor allem den ehemaligen und mittlerweile verurteilten Herstellungsleiter schwer, legt aber auch Versäumnisse anderer nahe. Im Dezember 2012 beurlaubte die MDR-Intendantin im Zusammenhang mit der Affäre auch den seit 2008 amtierenden Programmgeschäftsführer Steffen Kottkamp, im März 2013 wurde er entlassen. Im Januar 2014 wurde die Kündigung in Form einer einvernehmlichen außergerichtlichen Einigung rückgängig gemacht. Alle Vorwürfe wurden fallen gelassen und Kottkamp rückwirkend bis zum ursprünglichen Ende seiner Amtszeit (31. Dezember 2013) weiterbeschäftigt.

### Bibelserie „CHI RHO“
Seit November 2010 lief auf KiKA täglich die Sendung CHI RHO – Das Geheimnis. Die Serie mit vorerst 26 Folgen entstand mit finanzieller Unterstützung der Evangelischen und Katholischen Kirche. Udo Hahn, Leiter des Medienreferats der Evangelischen Kirche in Deutschland, bezeichnete die Serie als das „derzeit innovativste Vorhaben, Kinder mit der Bibel vertraut zu machen“. Kindern soll mit der Serie die Bibel nähergebracht werden. Kritiker werfen KiKA vor, keine weltanschaulich neutrale Position einzunehmen und Kinder mit religiösen Sendungen zu missionieren. Kritisiert wurde auch, dass der Großteil der Produktionskosten an der Missionssendung vom Steuerzahler in den überwiegend atheistisch geprägten Bundesländern Sachsen, Sachsen-Anhalt und Thüringen getragen wurde.

### „Tahsins Beschneidungsfest“
Eine für den 19. Januar 2014 angesetzte Sendung der Reihe „Schau in meine Welt!“ hat weite Proteste im Internet ausgelöst. So wird in der Folge „Tahsins Beschneidungsfest“ laut offizieller Ankündigung die Beschneidung von Tahsin, einem elfjährigen Jungen aus der Türkei gezeigt. Auf KiKA heißt es im Ankündigungstext der Folge, „Wenn ich beschnitten bin, dann bin ich ein echter Mann“. Der Programmankündigung wird unterstellt, dass die Zwangsbeschneidung von Jungen verherrlicht wird.
Bezugnehmend auf das umstrittene Beschneidungsgesetz erschien auf Humanist News ein Artikel, der Kritik an der Ausstrahlung der Folge „Tahsins Beschneidungsfest“ übte und sich dabei auf den Ärzteverband deutscher Kinderärzte berief.

### „Malvina, Diaa und die Liebe“
Im Januar 2018 erhielt der am 26. November 2017 ausgestrahlte und vom Hessischen Rundfunk produzierte 24-minütige Dokumentarfilm „Malvina, Diaa und die Liebe“ (Autor: Marco Giacopuzzi) aus der Reihe „Schau in meine Welt!“ mediale Aufmerksamkeit. In der Sendung berichten eine 16-jährige Deutsche und ihr syrischer Freund über ihre Liebesbeziehung. Im Fokus stehen aus weltanschaulichen Differenzen entstehende Beziehungsprobleme und die auch mit den Eltern diskutierte Frage, welche Kompromisse Malvina in Bezug auf Diaas islamisch-konservative Werte und Verhaltensnormen eingehen möchte und welche nicht. Beispielsweise hätte Diaa es gern, dass Malvina keine kurze Kleidung mehr trägt, ihre männlichen Freunde nicht mehr umarmt und zum Islam konvertiert. Eine Konversion zum Islam und das Tragen eines Kopftuches lehnt Malvina ab, verzichtet für ihren Freund jedoch auf das Essen von Schweinefleisch und trägt meist lange Kleidung. Die O-Ton-Dokumentation verzichtete auf eine Kommentierung der Äußerungen.
Nachdem ein Blogger aus dem politisch rechten Spektrum sechs Wochen nach der Ausstrahlung auf die Dokumentation aufmerksam gemacht hatte und sich infolgedessen rechte Politiker wie der AfD-Abgeordnete Dirk Spaniel äußerten, interessierten sich auch einige Medien für das Format. Auch Politiker wie Marcus Weinberg (CDU) und Wolfgang Kubicki (FDP) kritisierten die Sendung. Im Verlauf der Berichterstattung korrigierte KiKA das in einer Bildunterschrift mit 17 Jahren angegebene Alter des zu diesem Zeitpunkt 19-jährigen Diaa. Der Hessische Rundfunk ergänzte eine Neuausstrahlung der Dokumentation um eine Diskussionsrunde.
Das Paar aus der Doku stand ab Mitte Januar 2018 unter Polizeischutz, nachdem beide im Internet massiv bedroht wurden.

## Programmgeschäftsführer
- Januar–Mai 1997: Ernst Geyer
- 1997–2000: Albert Schäfer
- 2000–2008: Frank Beckmann
- 2008–2013: Steffen Kottkamp
- 2012–2013: Tobias Hauke (kommissarisch)
- 2013–2017: Michael Stumpf
- 2018–2024: Astrid Plenk
- April–November 2024: Sven Steinhoff und Michael Stumpf (kommissarisch)
- Seit Dezember 2024: Roman Twork

## Senderlogos

Erstes Logo vom 1. Januar 1997 bis zum 30. April 2000
Zweites Logo vom 1. Mai 2000 bis zum 30. September 2005
Drittes Logo vom 1. Oktober 2005 bis zum 15. Juni 2008
Viertes Logo vom 16. Juni 2008 bis zum 13. Februar 2012
Aktuelles Logo seit dem 14. Februar 2012
Logo des HD-Simulcast seit dem 30. April 2012